# Tanacetum tarighii
Tanacetum tarighii — вид рослин з роду пижмо (Tanacetum) й родини айстрових (Asteraceae).

## Опис рослини
Це багаторічна рослина 12–18 см заввишки, з дерев'янистим і тонким повзучим кореневищем, 3–11-стеблова, в основі розгалужена, стебла прямовисні. Листки густо вкриті білувато-сріблястими волосками і рідкісними залозами, прикореневі листки 3–4 см завдовжки і 0.4–0.7 мм завширшки; ніжка 0.9–1.6 см; 2-перисторозсічені, пластинка від еліптичної до довгастої форми, густо вкрита притиснутими короткими білувато-сріблястими волосками, з від зворотнояйцюватих до зворотноланцетних сегментами; первинні сегменти 9–15 парних, 3–4 × 2–3 см, вторинні сегменти 3-парні, 1–1.5 × 0.5–1 мм, тупі або гострі на верхівці, кінцеві частки зворотнояйцюваті, ушир 1 мм, тупі. Стеблові листки вузькояйцюваті, сидячі, середні більші за верхні. Квіткові голови поодинокі, 6–7 мм висоти, діаметр 9–13 мм, на 2–5.5 см завдовжки, густо вкритому білувато-сріблястими волосками квітконосі. Кластер філарій у висоту 5 мм, в діаметрі 6.6-8.6 мм, густо волохатий; філарії в 7–8 рядів, трав'янисті вкриті середніми та довгими білими волосками. Жіночі крайові квітки язичкові, лимонно-жовті, 3-лопатеві; сім'янки крайових квіток 1.5 × 0.5 мм, з 4–6 поздовжніми ребрами. Дискові квіточки трубчасті, гермафродити, брудно-жовті; сім'янки трубчастих квіточок 1.2 × 0.5 мм, з 6 поздовжніми ребрами. Період цвітіння і плодоношення: червень — серпень.

## Середовище проживання
Ендемік північно-західного Ірану. Вид зростає на високогірних пасовищах на щебенисто-вапнякових ґрунтах між 2500 і 3200 м над рівнем моря.

## Етимологія
Вид названий на згадку про пана Хасана Таріджі (англ. Hassan Tarighi), який був центральною фігурою у викладанні принципів морфології рослин в Іранському університеті Урмія.